# Microhypsibius
Genre
Microhypsibius est un genre de tardigrades de la famille des Microhypsibiidae.

## Liste des espèces
Selon Degma, Bertolani et Guidetti, 2013 :
- Microhypsibius bertolanii Kristensen, 1982
- Microhypsibius japonicus Ito, 1991
- Microhypsibius minimus Kristensen, 1982
- Microhypsibius truncatus Thulin, 1928

## Publication originale
- Thulin, 1928 : Über die Phylogenie und das System der Tardigraden. Hereditas, vol. 11, no 2/3, p. 207-266.